# Oreothlypis
A Oreothlypis a madarak osztályának verébalakúak (Passeriformes) rendjébe és az újvilági poszátafélék (Parulidae) családjába tartozó nem.

## Rendszerezés
A nembe az alábbi 2 faj tartozik:
- Oreothlypis superciliosa vagy Parula superciliosa
- tüzestorkú lombposzáta (Oreothlypis superciliosa vagy Parula gutturalis)